# Climatic Research Unit

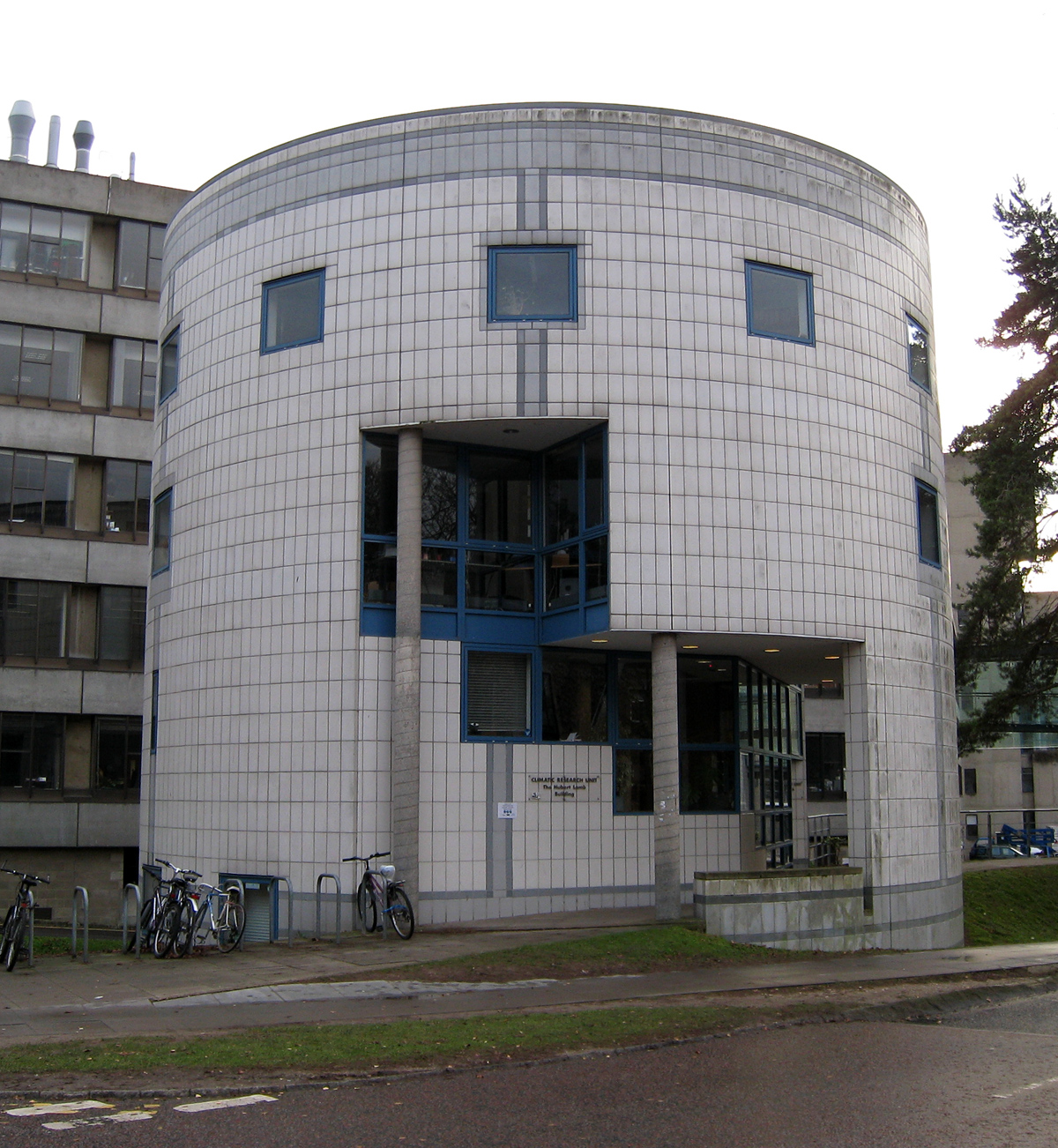
The Hubert Lamb Building, University of East Anglia, Sitz der CRU

Die Climatic Research Unit (CRU, dt. „Klimaforschungseinheit“) gehört zur Universität von East Anglia und ist eine der führenden Einrichtungen, die sich mit der Erforschung des natürlichen und vom Menschen verursachten Klimawandels befassen.
Mit rund dreißig Wissenschaftlern und Studenten hat die CRU zur Entwicklung einer Reihe von Datensätzen beigetragen, die in der Klimaforschung weit verbreitet sind, darunter eine der globalen Temperaturaufzeichnungen, die zur Überwachung des Zustands des Klimasystems verwendet werden, sowie statistische Softwarepakete und Klimamodelle.
Die CRU wurde 1972 als Teil der School of Environmental Sciences (dt. Schule für Umweltwissenschaften) der Universität gegründet. Die Einrichtung der Abteilung verdankt sich der Unterstützung von Sir Graham Sutton, einem ehemaligen Generaldirektor des Meteorologischen Amtes, Lord Solly Zuckerman, einem Berater der Universität, und den Professoren Keith Clayton und Brian Funnel, die 1971 und 1972 Dekane der Fakultät für Umweltwissenschaften waren.
Zu den ersten Sponsoren gehörten British Petroleum, die Nuffield Foundation und Royal Dutch Shell.
Die Rockefeller Foundation war ein weiterer früher Gönner, und die Wolfson Foundation überließ der Abteilung 1986 ihr heutiges Gebäude. Seit der zweiten Hälfte der 1970er Jahre erhielt die Abteilung auch Mittel durch eine Reihe von Verträgen mit dem Energieministerium der Vereinigten Staaten, um die Arbeit derjenigen zu unterstützen, die an der Klimarekonstruktion und der Analyse der Auswirkungen von Treibhausgasemissionen auf das Klima beteiligt waren. Die konservative (Tories) britische Regierung unter Margaret Thatcher wurde Mitte der 1980er Jahre zu einem starken Förderer der Klimaforschung. Zitat Thatcher, übersetzt: „Seit Generationen sind wir davon ausgegangen, dass die Bemühungen der Menschheit das grundlegende Gleichgewicht der Systeme und der Atmosphäre der Welt stabil halten würden. Aber es ist möglich, dass wir mit all diesen enormen Veränderungen (Bevölkerung, Landwirtschaft, Nutzung fossiler Brennstoffe), die sich in einem so kurzen Zeitraum konzentrieren, unwissentlich ein massives Experiment mit dem System dieses Planeten selbst begonnen haben.“
Der erste Direktor der Abteilung war Professor Hubert Lamb, der zuvor beim Met Office die Erforschung von Klimaschwankungen geleitet hatte. Er war damals als „Eismann“ bekannt, weil er eine globale Abkühlung und eine kommende Eiszeit vorhersagte, doch nach dem außergewöhnlich heißen Sommer 1976 in Großbritannien ging er dazu über, eine unmittelbar bevorstehende globale Erwärmung vorherzusagen. Die Möglichkeit größerer Wetterveränderungen und Überschwemmungen erregte die Aufmerksamkeit der CRU und wurde von großen Versicherungsgesellschaften unterstützt, die ihre potenziellen Verluste abmildern wollten. Vor der Gründung der CRU herrschte in der Meteorologie die weit verbreitete Meinung vor, dass das Klima im Wesentlichen konstant und unveränderlich sei. Lamb und andere Klimatologen hatten jahrelang argumentiert, dass das Klimasystem in der Tat auf Zeitskalen von Jahrzehnten bis Jahrhunderten und länger sehr variabel sei. Die Gründung der CRU ermöglichte es Lamb und seinen Kollegen, sich auf diese Frage zu konzentrieren und den Streit schließlich entscheidend zu gewinnen.